# Waldeck
El principat de Waldeck o principat de Waldeck-Pyrmont, fou un antic principat d'Alemanya. Històricament, primer dins el Sacre Imperi Romanogermànic, després de la Confederació del Rin, de la Confederació Germànica, i finalment de l'Imperi Alemany fins a la seva caiguda el 1918. Durant la República de Weimar es constituí com a Estat Lliure. En l'actualitat l'antic principat de Waldeck estaria repartit entre els Ländern de Hessen i de la Baixa Saxònia.
El 1905 la seva extensió era de 1.121 km² i una població de 59.000 habitants.

## Història

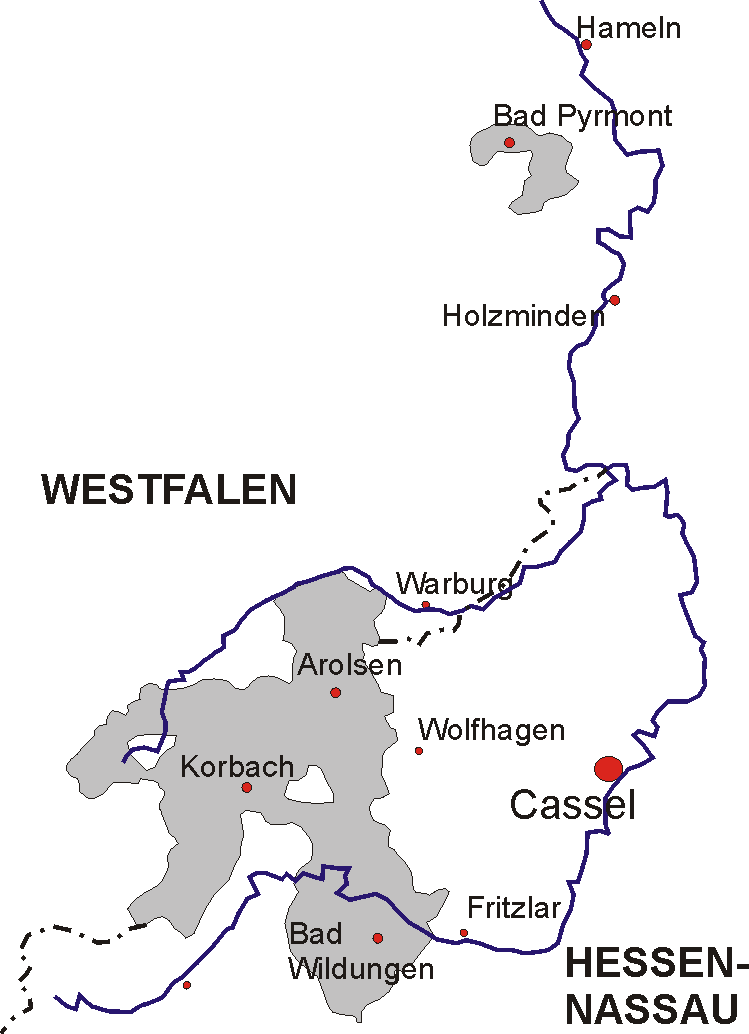
Mapa de Waldeck, mostrant la frontera entre Westfàlia i Hesse-Nassau.

Waldeck fou un comtat i des del 1712 un principat d'Alemanya, la línia principal sobirana del qual va subsistir fins al 1918.
Inicialment el centre principal era el comtat de Schwalenberg que incloïa Waldeck i Pyrmont. Es va dividir en Schwalenberg i Pyrmont el 1137. Pyrmont va seguir un camí independent i va passar a Lippe i Gleichen fins que va tornar a la rama principal de Waldeck. De la rama de Schwalenberg es va escindir la de Sternberg i més tard es va dividir en Schwalenberg i Waldeck. La de Sternberg va passar a Schaumburg. La rama de Schwalenberg es va extingir el 1297 i va tornar a la principal; i la de Waldeck, després de l'escissió de Landau el 1397, es va dividir el 1474 en Waldeck-Wildungen i Waldeck-Eisenberg. La primera es va extingir el 1692 i va passar a la segona que també havia heretat els territoris de la línia Landau quan es va extingir el 1597. La línia Waldeck-Eisenberg es va dividir en dues branques el 1736, la branca de prínceps imperial de Waldeck-Pyrmont i la de prínceps mediatitzats de Waldeck-Bergheim. Ambdues van subsistir fins al novembre de 1918.

## Comtes i prínceps de Waldeck i les seves línies
Schwalenberg
- Bardo c. 1043
- Withukind II c. 1080
- Enric I c. 1100
- Enric II mort cap al 1106
- Withukind III 1116-1137 (fill)
- Dividit en Schwalenberg i Pyrmont

Pyrmont
- Withukind III 1137-1149
- Withukind IV 1149-1185
- Withukind V 1185-1203
- Volkwin 1185-1203
- Gottschalk I 1199-1244
- Withukind II 1222-1253
- Herman I 1232-1264
- Gottschalk II 1239-1258
- Gottschalk III 1255-1258
- Herman II 1256-1315
- Hildebold 1270-1315
- Heneri I 1315-140
- Gottschalk IV 1340-1355
- Heneri II 1340-1390
- Enric III 1390-1418
- Enric IV 1418-1464
- Maurici 1464-1494
- Frederic comte de Spiegelberg 1494-1535
- Felip 1535-1557
- Ursula 1557-1583
- Herman Simó de Lippe 1557-1576
- Felip de Lippe 1576-1583
- Joan Lluís de Gleichen 1583-1631
- a Waldeck 1631

Schwalenberg
- Volkwin I 1137-1178 (fill de Vithukind III)
- Enric III 1178 (fill) inicia la línia de Sternberg
- Withukind IV 1178-1193 (germà) a Schwalenberg
- Herman III 1193-1223 (a Schwalenberg, bisbe de Paderborn)
- Volkwin III 1214-1249 (línia Schwalenberg)
- Adolf I 1218-1270 (línia Waldeck)

Línia Waldeck
- Adolf II 1270-1276 (net), príncep-bisbe del principat de Lieja de 1301 a 1302
- Otó I 1276-1305 (germà)
- Enric IV 1305-1334
- Otó II (Comtat imperial 1349) 1344-1367 (fill)
- Enric V 1344-1349 (germà)
- Enric VI el ferri 1369-1397 (fill d'Otó II)
- Enric VII 1397-1438 (fill)
- Adolf 1397 inicia la línia de Landau (fill)
- Volrad I 1438-1474 (germà)
- Dividit en les línies Waldeck-Wildungen i Waldeck-Eisenberg

Sternberg
- Enric 1178-1209
- Enric I 1209-1251
- Enric II 1251-1299
- Hoyer I 1251-1303
- Simó 1251-1317
- Hoyer II 1307-1318
- Enric IV 1318-1353
- Enric V 1353-1391
- Joan 1364-1405
- a los Lippe de Schaumburg 1405

Línia Schwalenberg
- Volkwin 1214-1249 (funda la línia)
- Withukind VI 1246-1264
- Adolf 1246-1300
- Albert I 1246-1315
- Enric IV 1264-1276
- Gunther 1295-1322
- Withukind VII 1295-1297

Línia Landau
- Adolf III 1397-1431
- Otó III 1431-1459
- Otó IV 1459-1495
- a Wildungen i Eisenberg 1495-1539
- Joan I 1539-1567
- Felip V 1567-1578
- Francis 1567-1597
- a Eisenberg 1597

Línia Waldeck-Wildungen
- Felip I 1474-1475 (fill de Volrad I)
- Enric VIII 1475-1512
- Felip II 1512-1574
- Daniel 1574-1577
- Enric IX 1577
- Gunther 1577-1585
- Guillem Ernest 1585-1598
- a Waldeck-Eisenberg 1598-1607
- Volrad IV 1607-1640
- Felip Teodor 1640-1645
- Enric Volrad 1645-1664
- Jordi Frederic (Príncep de l'Imperi 1682) 1664-1692
- a Waldeck-Eisenberg

Línia Waldeck-Eisenberg
- Felip II 1474-1524 (fill de Volrad I)
- Felip III 1524-1538 (fill)
- Volrad II 1538-1578 (fill)
- Otó, Felip, Francesc i Joan Pius (associats) (germans de Volrad II)
- Josies 1578-1588 (fill)
- Volrad III 1578-1587 (germà)
- Cristià 1588-1638 (fill de Josies)
- Volrad IV 1588-1607 (germà) (segona línia Waldeck-Wildungen)
- Felip VI 1638-1645 (fill de Cristià)
- Joan II 1638-1668 (germà)
- Cristià Lluís 1645-1706 (fill de Felip VI)
- Dividit en les línies Waldeck-Pyrmont i Waldeck-Bergheim (1736, no sobirana)

Waldeck-Bergheim
- Josies 1736-1763
- Jordi Frederic Lluís Belgicus 1763-1771
- Josies Guillem Leopold 1771-1788
- Josies Guillem Carles 1788-1829
- Carles Cristià 1829-1849
- Adalbert Guillem Carles 1849-1893
- Adalbert Alexandre Volrad 1893-1918

Waldeck-Pyrmont
- Frederic Antoni Ulric (Príncep imperial 1712) 1706-1728 (fill de Cristià Lluís)
- Cristià Felip August 1728 (fill)
- Carles August Frederic 1728-1763 (germà)
- Frederic I 1763-1812 (fill)
- Jordi 1812-1813 (germà)
- Jordi Frederic Enric 1813-1845 (fill)
- Jordi Víctor 1845-1893 (fill)
- Frederic II 1893-1918